# Александр де Бурбон
Александр де Бурбон, Бурбонский бастард (фр. Alexandre de Bourbo; bâtard de Bourbon), (р. н.д. — ум. 1440 г.,) — незаконнорождённый сын герцога Бурбона Жана I, командир наёмников.

## Биография

### Происхождение и юность
Был незаконнорожденным сыном герцога Бурбона Жана I и неизвестной женщины..
Он был предназначен для религиозной жизни в очень молодом возрасте и стал каноником в церкви Нотр-Дам-де-Божё, но он быстро покинул это учреждение, чтобы посвятить себя военной жизни.

### Военная карьера
Во время Столетней войны он сражался за короля Франции Карла VII против англичан.. В ходе участия в войнах отметился грабежами мирного населения. заслужив прозвище l'Écorcheur.
После подписания в 1435 г. положившего конец войне арманьяков и бургиньонов Аррасского договора Александр лишился содержавшей его войско войны, и его отряд превратился в рутьеров или живодёров.
Затем он покинул Сен-Фаржо во главе почти 5000 человек и направился в Лотарингию, которую он в значительной степени опустошил, прежде чем направиться в Бассиньи.. В 1437 году он захватил город Шомон, который он разграбил и сделал своей военной базой, но из-за вспыхнувшей эпидемии чумы покинул город..
Затем он оставался в течение двух лет в районе Лангра, который он опустошил, но так и не сумел захватить город. Затем, в 1439 году, он взял Ла-Мот-ан-Бассиньи и оставался там в течение месяца, прежде чем вернуть город его жителям в обмен на выкуп. Затем он отправился в Лангр, но был отброшен Жаном IV де Вержи, который убил большое количество его людей и вернул себе часть его добычи.

### Прагерия
В 1440 году его сводный брат герцог Бурбонский Карл I стал одним из главных зачинщиков направленного против короля восстания Прагерия. В феврале 1440 года бастарду Бурбонскому удалось убедить дофина Людовика поддержать восставших и направиться из замка Лош в Мулен. Затем он тщетно пытался убедить герцога Бургундского Филиппа Доброго присоединиться к ним, и королю удалось подавить восстание.

### Смерть

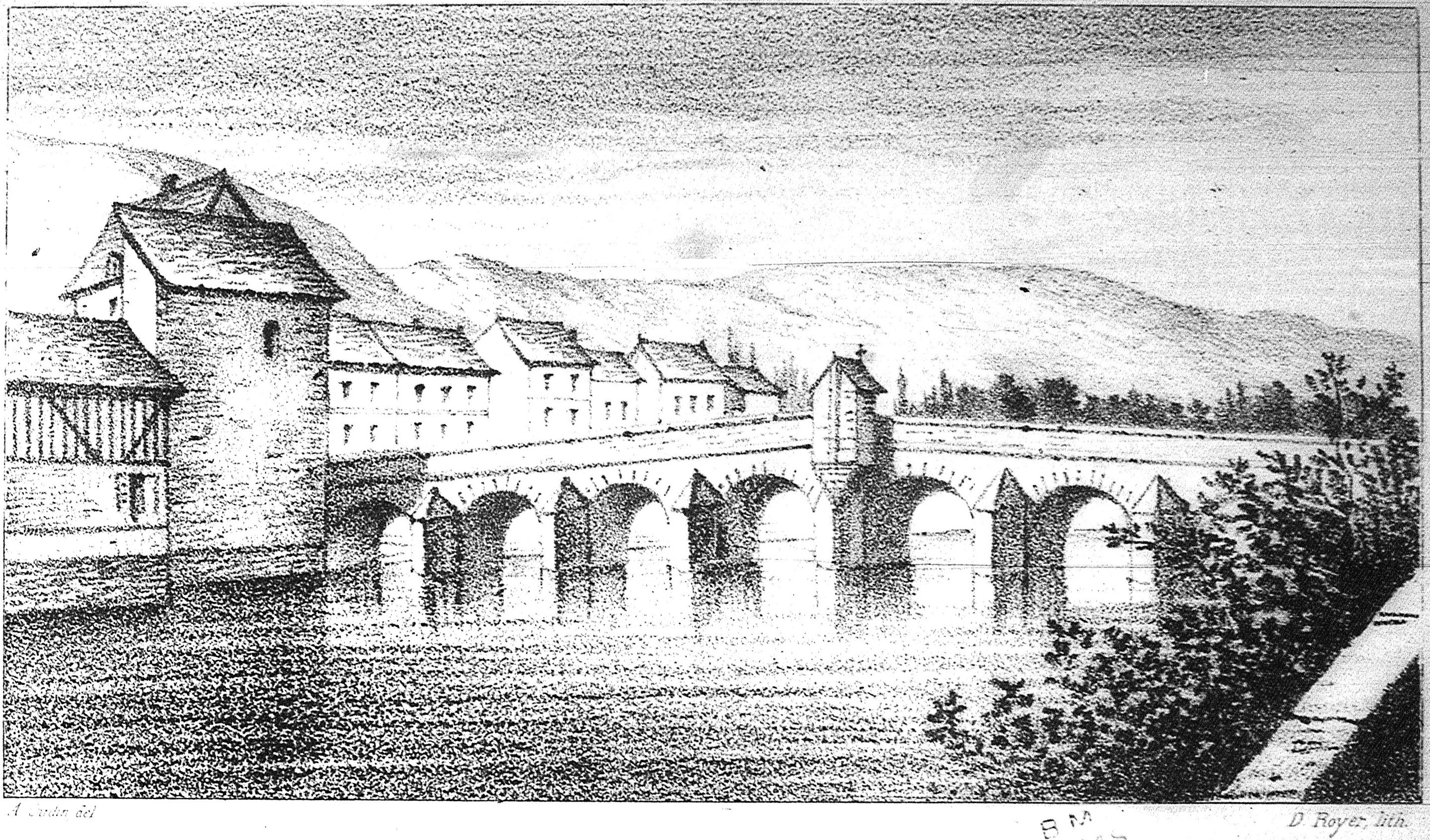
Мост Бар-сюр-Об и расположенная в его центре часовня.

В 1440 г. король Карл VII отправился в Шампань и вызвал Александра в Бар-сюр-Об. Бастард отправился туда с небольшим отрядом, по прибытие был арестован, осуждён и казнён: его поместили в мешок с надписью «Да свершится правосудие короля», который затем зашили и сбросили в реку Об с моста.
Сторонники потом забрали его тело, чтобы отдать ему последние почести, и позже на мосту была возведена небольшая часовня..

## В культуре
- исторический роман Патрика Друо «Александр, бастард де Бурбон» (2018).

## Предки